# Neferefre
Neferefre Isi (còn được gọi là Raneferef, Ranefer và tên gọi theo tiếng Hy Lạp là Cherês, Χέρης) là một pharaon của Ai Cập cổ đại, ông có thể là vị vua thứ tư nhưng cũng có thể là vị vua thứ năm của vương triều thứ Năm thuộc thời kỳ Cổ vương quốc. Rất có thể, ông chính là người con trai cả của pharaon Neferirkare Kakai với nữ hoàng Khentkaus II, và còn có tên gọi khác là hoàng tử Ranefer trước khi lên ngôi.
Neferefre đã bắt đầu cho xây dựng một kim tự tháp dành cho bản thân mình trong khu nghĩa trang hoàng gia ở Abusir với tên gọi là Netjeribau Raneferef, nó có nghĩa là "Ba của Neferefre thật thiêng liêng". Tuy nhiên, kim tự tháp này đã không bao giờ được xây dựng xong, một dòng chữ khắc của những người thợ cho chúng ta biết rằng công trình này đã bị bỏ dở trong hoặc một thời gian ngắn sau khi kết thúc năm trị vì thứ hai của nhà vua. Cùng với việc chỉ còn sót lại thưa thớt những chứng tích khảo cổ học đương thời thuộc về triều đại của ông, các nhà Ai Cập học đã coi đây là bằng chứng cho thấy rằng Neferefre đã qua đời một cách đột ngột chỉ sau 2 đến 3 năm trị vì. Không những vậy, Neferefre đã được chôn cất trong kim tự tháp của ông, nó đã được hoàn thành một cách vội vã dưới hình dạng của một gò mộ đơn sơ bởi vị vua kế vị thứ hai của ông và có thể còn là em trai của ông, pharaon Nyuserre Ini. Những mảnh xương thuộc về xác ướp của ông đã được phát hiện ở đó và chúng cho thấy rằng ông đã qua đời khi chỉ mới hơn hai mươi tuổi.
Chúng ta chưa biết được nhiều về những sự kiện đã diễn ra dưới triều đại của Neferefre ngoài việc ông đã tiến hành xây dựng nền móng cho khu kim tự tháp của mình và việc cố gắng hoàn thành kim tự tháp của vua cha. Có một bản văn đã ghi chép lại rằng Neferefre đã lên kế hoạch hoặc chỉ vừa mới bắt đầu xây dựng một ngôi đền mặt trời có tên là Hotep-Re, có nghĩa là "thần Ra hài lòng". Sau khi ông qua đời, Neferefre có thể đã được kế vị bởi một vị pharaon ít được biết đến có tên gọi là Shepseskare, mối quan hệ của vị vua này với Neferefre hiện vẫn còn chưa rõ ràng và đang là chủ đề được tranh luận.

### Nguồn lịch sử

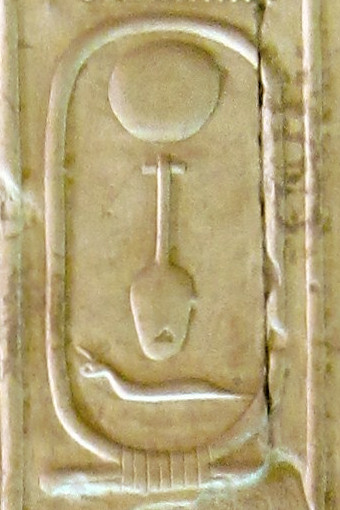
Đồ hình của Neferefre trên bản danh sách vua Abydos

### Hôn phối và con cái

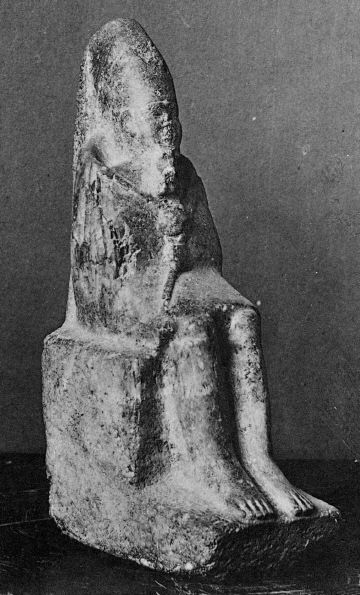
Menkauhor Kaiu có thể là con trai của Neferefre với Khentkaus III

### Kế vị ngai vàng

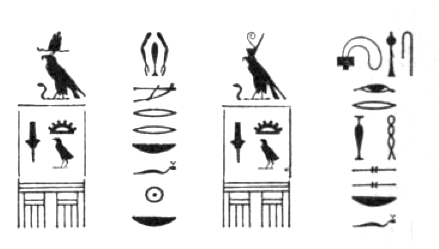
Bản vẽ một con dấu hình trụ của Shepseskare

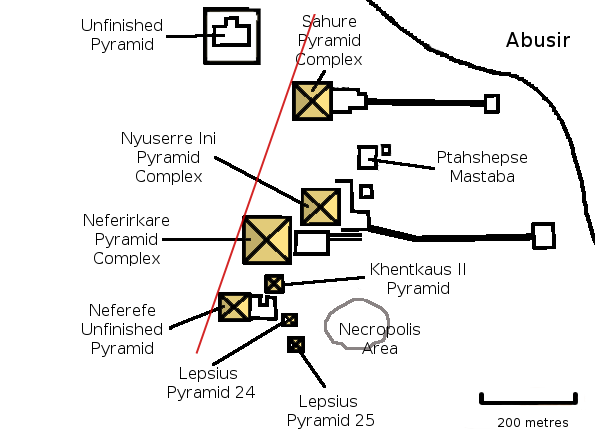
Bản đồ khu nghĩa trang ở Abusir. Kim tự tháp dang dở được cho là của Shepseskare. Đường vạch đỏ chỉ về hướng Heliopolis.

### Độ dài triều đại

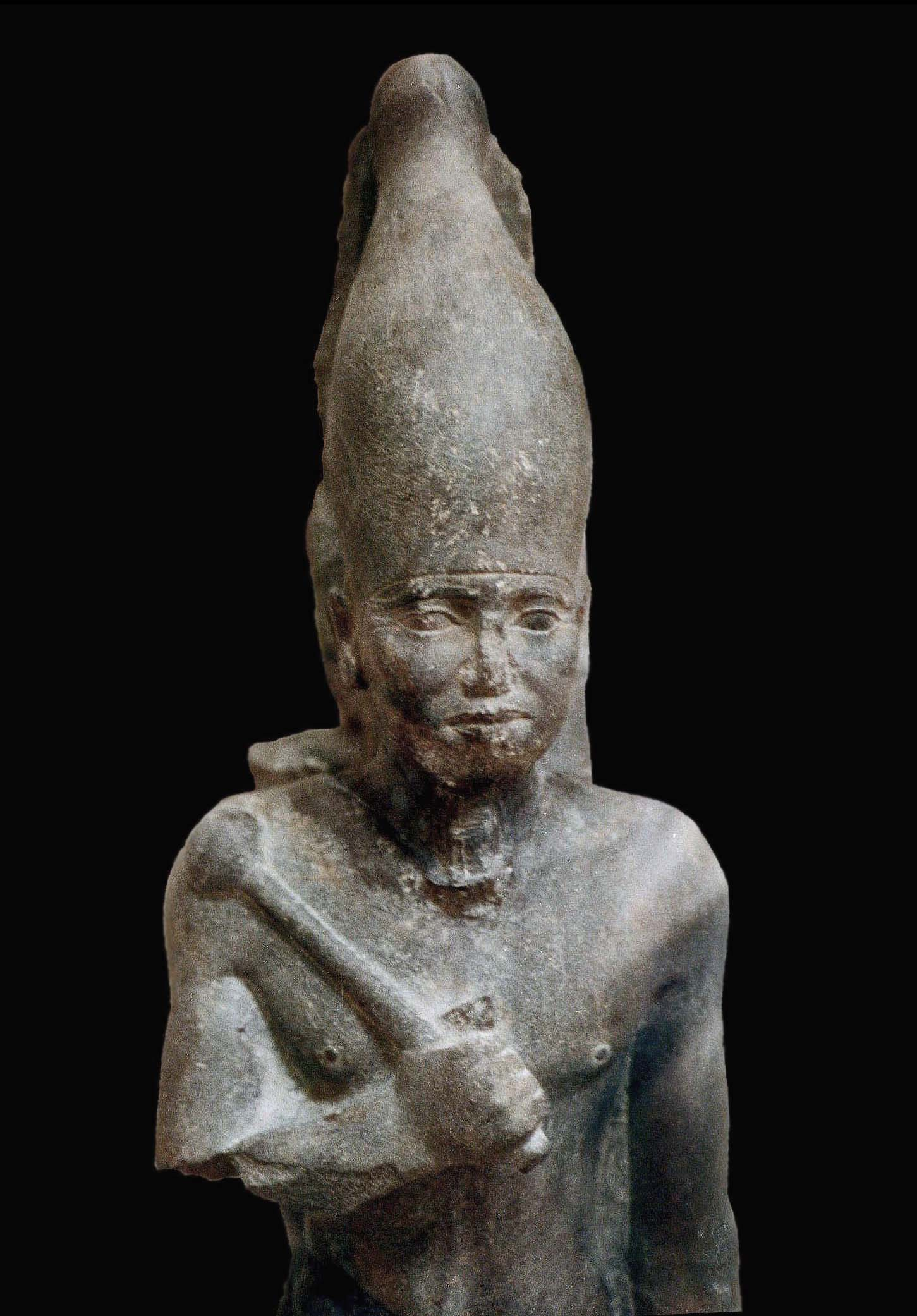
Bức tượng vua Neferefre đội vương miện trắng của thượng Ai Cập bằng đá phiến được phát hiện trong phức hợp kim tự tháp của ông ở Abusir, Bảo tàng Ai Cập

### Kim tự tháp của Neferefre

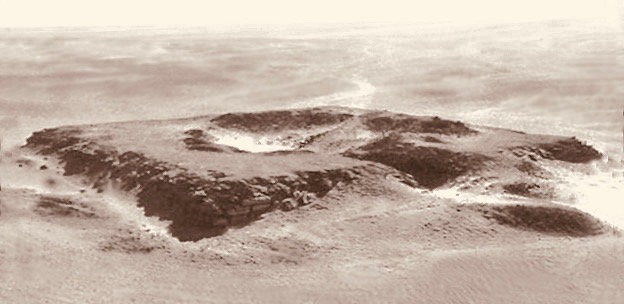
Phế tích của kim tự tháp Neferefre ở Abusir

### Ngôi đền mặt trời Hotep-Re

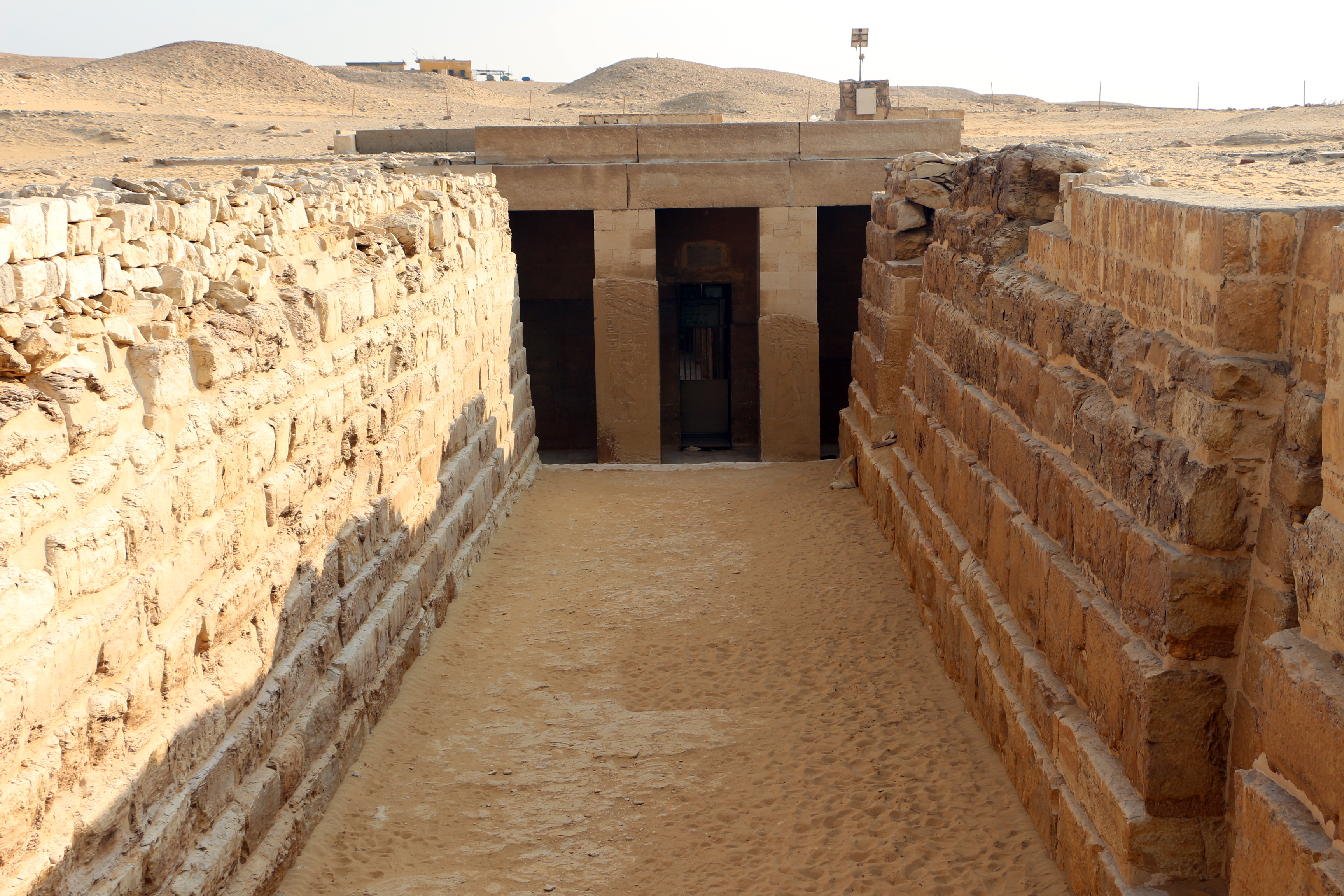
mastaba của Ti, nơi duy nhất chứng thực về ngôi đền Hotep-Re

### Kim tự tháp của Neferirkare Kakai

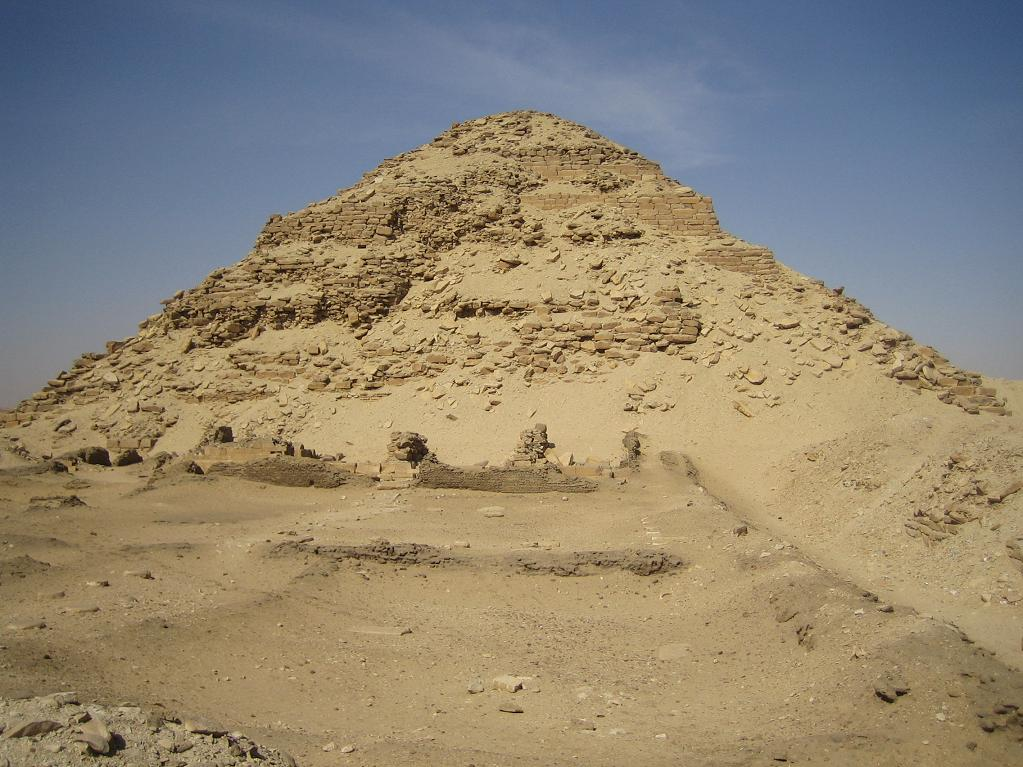
Kim tự tháp của Neferirkare ở Abusir